# Toowoomba
Toowoomba je město v Austrálii. Nachází se v jižní části státu Queensland 130 km od Brisbane v údolí řeky Gowrie Creek ve Velkém předělovém pohoří, jeho nadmořská výška je okolo 700 metrů. Se 135 000 obyvateli je po Canbeře druhým největším australským městem, které neleží na mořském pobřeží. Město bylo založeno v roce 1849 na území kmene Jarowairů, městská práva má od roku 1904. Název pochází z domorodého slova „toowoom“, které označuje místní odrůdu divokého melounu.
Město je sídlem veřejné vysoké školy University of Southern Queensland, založené v roce 1967. V Toowoombě vychází deník The Chronicle. Nachází se zde památkově chráněný hostinec Royal Bull's Head Inn, divadlo Empire Theatre, muzeum povozů Cobb & Co Museum, letiště Toowoomba Wellcamp Airport, sportovní stadion Clive Berghofer Stadium a psychiatrická léčebna Baillie Henderson Hospital. Prochází jím dálnice Warrego Highway. V okolí se pěstují obiloviny a réva vinná.
Toowoomba má úrodnou sopečnou půdu a vlhké subtropické podnebí, díky četným parkům se žakarandami a kafrovníky je známá jako queenslandské zahradní město. Každoročně v září se zde koná květinový karneval. Město leží v oblasti cyklónů, v lednu 2011 bylo zasaženo ničivými záplavami.
V roce 2008 získala Toowoomba cenu Australian Tidy Town Awards za společenský život a ekologickou šetrnost.

## Partnerská města
- Pchadžu, Jižní Korea
- Takacuki, Japonsko
- Whanganui, Nový Zéland